# علاء الدين الخزنوي
الشيخ علاء الدين الخزنوي أحد الشَّخصيات الإسلاميَّة الهامَّة في عصره وهوأحد أفراد العائلة الخزنوية وشيوخ الطريقة النقشبندية الخزنوية الأكثر انتشاراً في العالم مقارنةً بالطرق الصوفيَّة الأخرى، اشتهر بالفصاحة الساحرة وعرف كأسلافه وأخلافه من العائلة الخزنوية بالطلة البهية وطيب المعشر والكرم ومخالقة الناس بخلق حسن.